# Kafehydrocyanite
La kafehydrocyanite è un minerale non riconosciuto dall'IMA perché la sua descrizione è stata pubblicata prima dell'approvazione.